# Toyoko Inn

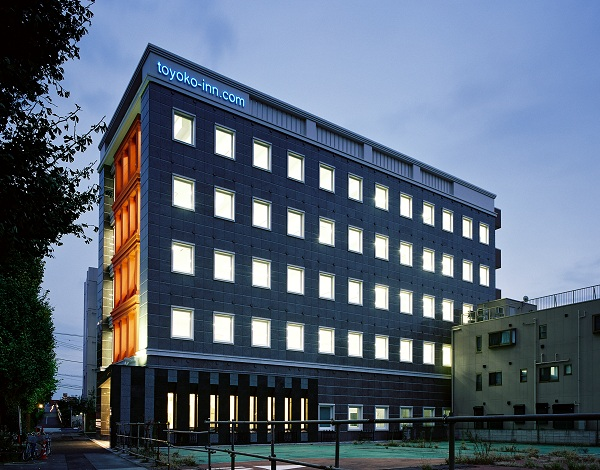
Sede de Toyoko Inn

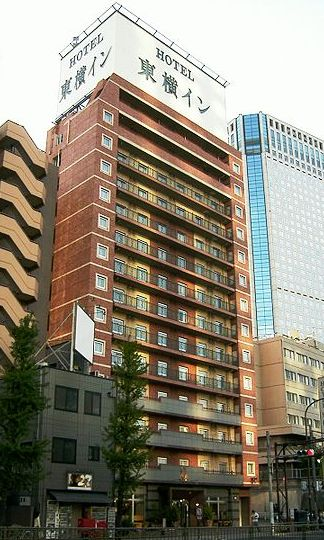
Toyoko Inn Shinagawa-eki Takanawa-guchi en el barrio Takanawa en Minato, Tokio, cerca de la Estación de Shinagawa

Toyoko Inn Co., Ltd. (株式会社東横イン Kabushiki Kaisha Tōyoko In?) es una cadena japonesa de hoteles. Tiene su sede en Kamata, Ōta, Tokio, entre del centro de Tokio y Yokohama. El nombre de la cadena es un acrónimo de "Tokyo" y "Yokohama." Fundada en 1986, la empresa gestiona hoteles económicos. Toyoko Inn se expandió en los años 1990. A partir de 2008, la cadena tiene 177 hoteles en Japón, Corea del Sur, y China.